# 四日市ボウル
四日市ボウル（よっかいちボウル）は、1997年から毎年12月に四日市ドームにて、東海学生アメリカンフットボール連盟に所属する全てのチームが学校別に2チームのオールスターチームを結成し、それぞれ、中四国学生アメリカンフットボール連盟のオールスターチームと、北陸学生アメリカンフットボール連盟の2チームと対戦するボウルゲームである。

## 概要
四日市ボウルの開催時期は12月の第3土曜日（甲子園ボウルの前日にあたる）に四日市ドームで開催される。東海連盟に所属するチームは順位により、学校別に2チームに振り分けられる。東海連盟の合同チームの愛称は東海連盟の1位、2位チームの愛称がそのまま採用される。また、北陸学生連盟のオールスターにはブラックバッツという愛称が、中四国連盟のオールスターチームにはファイティングオクトパスという愛称が採用されている。出場資格は4年生のみのバーシティーボウルとは違い、1年生でも出場資格がある

## 2005年の結果
2005年12月17日四日市ドームにて
- 第一試合　東海学生クルセイダース対中四国学生ファイティングオクトパス
  - 試合開始時刻　11時30分
  - 試合終了時刻　14時05分
  - 最優秀選手　南山大学4年RB　大野　信二
  - 最優秀オフェンス賞　南山大学4年QB　菅本　祐
  - 最優秀ディフェンス賞　山口大学3年　DB　新村　高志
  - 敢闘選手賞　愛媛大学3年　QB　山内　佑太

| チーム名 | 1Q | 2Q | 3Q | 4Q | TOTAL |
| -------- | -- | -- | -- | -- | ----- |
| 東海C    | 7  | 13 | 0  | 0  | 20    |
| 中四国   | 0  | 3  | 0  | 0  | 3     |

- 第二試合　東海学生パンサーズ対北陸学生ブラックバッツ
  - 試合開始時刻　14時45分
  - 試合終了時刻　17時15分
  - 最優秀選手賞　名城大学RB4年　竹内　翔
  - 最優秀オフェンス賞　中京大学RB4年　鈴木　巨起
  - 最優秀ディフェンス賞　富山大学LB2年　沓澤　慧
  - 敢闘選手　金沢工業大学DB3年　乾　聡史

| チーム名 | 1Q | 2Q | 3Q | 4Q | TOTAL |
| -------- | -- | -- | -- | -- | ----- |
| 東海P    | 14 | 13 | 0  | 7  | 34    |
| 北陸     | 0  | 0  | 0  | 6  | 6     |